# Gare d'Amagi
La gare d'Amagi (甘木駅, Amagi-eki) désigne deux gares ferroviaires terminus de la ville d'Asakura, dans la préfecture de Fukuoka au Japon. Les deux gares sont séparées d'environ 150 m et sont exploitées par les compagnies Amatetsu et Nishitetsu.

## Situation ferroviaire
La gare Amatetsu marque la fin de la ligne Amagi et la gare Nishitetsu marque la fin de la ligne Nishitetsu Amagi.

## Histoire
La gare Nishitetsu a été inaugurée le 8 décembre 1921 et la gare Amatetsu le 28 avril 1939.

## Service des voyageurs

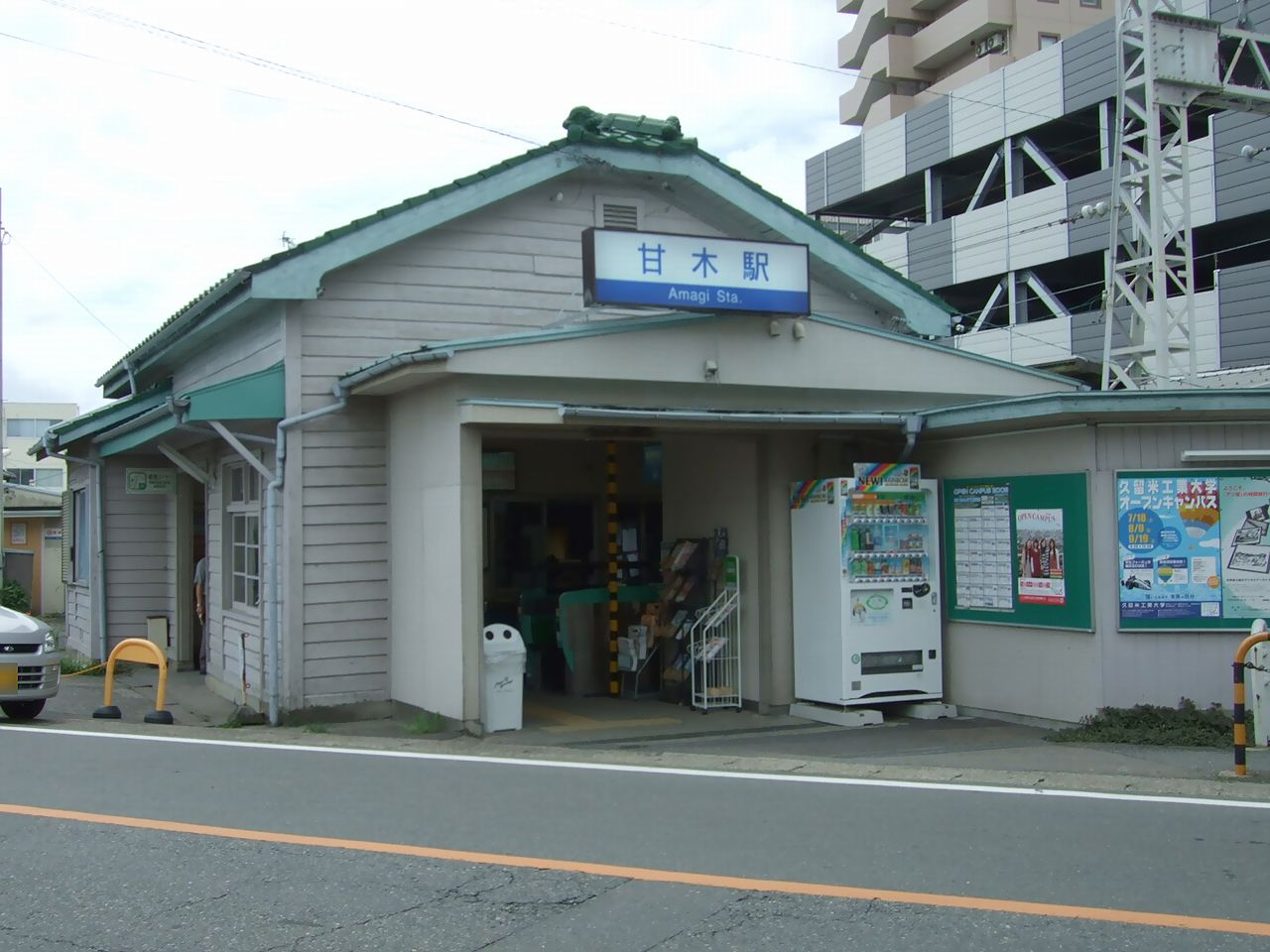
La gare Nishitetsu.

### Accueil
Les deux gares disposent chacune d'un bâtiment voyageurs ouvert tous les jours, avec des guichets et des automates pour l'achat de titres de transport.

### Desserte

#### Amatetsu
- Ligne Amagi :
  - voies 1 et 2 : direction Kiyama

#### Nishitetsu
- Ligne Nishitetsu Amagi :
  - voies 1 et 2 : direction Miyanojin, Nishitetsu Ogōri et Ōmuta